# Карагандинська дієцезія

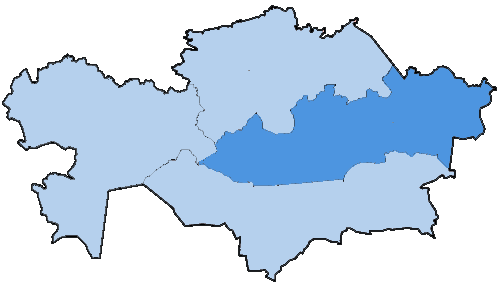
територія дієцезії

Карагандинська дієцезія (лат. Dioecesis Karagandansis) — римсько-католицька дієцезія з центром (кафедрою) в Караганді (Казахстан). Підпорядкована архідієцезії Пресвятої Діви Марії. Територія дієцезії охоплює Карагандинську та Східноказахстанську область.
Католицький прихід в Караганді існував ще в радянський період (дозвіл на створення приходу було отримано в 1977 році, до цього богослужіння відбувалися таємно). Одними з перших керівників католицької парафії Караганди були Олександр Хіра та Альбінас Думбляускас.
13 квітня 1991 року папа Іван-Павло II заснував апостольську адміністратуру Казахстану і Середньої Азії з центром в Караганді. Апостольська адміністратура Караганди стала першою католицької структурою Середньої Азії в пострадянський період, і її юрисдикція спочатку поширювалася також на Таджикистан, Узбекистан та Туркменістан. В 1997 році до перерахованих вище країн були організовані окремі місії.
7 липня 1999 року в ході реформи католицьких структур Казахстану Карагандинська апостольська адміністратура була зведена у статус дієцезії, а на території країни організовані ще три апостольські адміністратури з центрами в Астані, Алма-Аті та Атирау. 17 травня 2003 року апостольська адміністратура Астани стала архідієцезією-митрополією і їй були підпорядковані інші казахстанські дієцезії, включаючи і Карагандинську. Кафедральним собором дієцезії служить Собор Святого Йосипа.
За даними на 2004 рік в дієцезії Караганди було 17 парафій, 8 діоцезіальних (тобто не ченців) і 6 ченців священиків (загальне число монахів — 12, монахинь — 32). Загальне число католиків оцінюється в 40 000 чоловік
Архідієцезія поділена на 2 райони: центральний і східний. У карагандинській дієцезії працює єдина в Казахстані католицька семінарія «Марія — Матір Церкви».
У Караганді існує греко-католицький прихід Покрова Пресвятої Богородиці, що належить до Української грекокатолицької церкви, його прихожанами є етнічні українці.
У дієцезії працює місцеве відділення Карітас.